# タヌキアヤメ
タヌキアヤメ（狸菖蒲、学名：Philydrum lanuginosum Banks）は、単子葉植物綱タヌキアヤメ科に属す多年草である。

## 分布
九州南部-南西諸島、中国、マレーシア、インド、オーストラリアなどに分布しており、温暖な湿地に生えるやや大型の多年草である。
アヤメの名を持つが、似ている部分は少ない。

## 生態
夏以降に花をつける。花茎は葉の間から高く伸び出し、高さは1m程になる。穂状花序であるが、大きい株では枝を出す。花は中程から上にまばらにつき、花の基部には細長く先のとがった苞があって、花茎を覆っている。苞の背面にも白い毛が多い。

## 形態
よく育つと大きな株立ちになる。葉は左右から偏平で、いわゆる単面葉である。質はやや柔らかく、厚みがある。また、一面に柔らかい毛がはえる。基部は茎を大きく抱く。
花は黄色で、左右対称。花弁は大きく二枚が花の上と下にある構成に見える。いずれも先の少しとがった広い楕円形で、薄くて黄色く、一枚は花の上側、花軸側に立ち、もう一枚は反対側、花の下側で受ける形である。花の中心には雄蘂と雌蘂が一つずつあり、その左右には小さな花弁状のものがある。
構造的には、花弁は内外三枚ずつがあるはずなので、外三弁のうち二弁が融合して二弁だけに見え、内三弁の内の一弁は退化して消失し、小さな二弁が残ったものと考えられる。ただし内側二弁とされているものには雄蘂の変化したものとの解釈もある。

## 名称
名前の由来は白い毛が多いのをタヌキにたとえたものらしい。アヤメに似ているわけではないが、葉が単面葉であることと湿地性であることからの命名と思われる。日本では利害はないが、中国南部では「田葱」と呼んで薬草として用いると言う。

## 分類
タヌキアヤメ科には東南アジアからオーストラリアにかけて4属5種があるが、日本にはこの一種だけを産する。タヌキアヤメ属は一属一種である。